# اوستریک پست
اوستریک پست (به آلمانی: Österreichische Post) شرکت خدمات پستی و لجستیک اتریشی است، که در سال ۱۹۹۹ در پی تفکیک شرکت پست اند تلکوم اتریش به دو بخش مخابرات و پست تأسیس شد. بخش مخابرات آن نیز شرکت تلکوم اتریش را تشکیل داد.